# Margherita di Savoia
Margherita di Savoia este o comună din provincia Barletta-Andria-Trani, regiunea Puglia, Italia, cu o populație de 11.161 locuitori (1 ianuarie 2023) și o suprafață de 35,7 km².

## Demografie
Margherita di Savoia - evoluția demografică

|  | Graficele sunt indisponibile din cauza unor probleme tehnice. Mai multe informații se găsesc la Phabricator și la wiki-ul MediaWiki. |

Date: Recensăminte sau birourile de statistică - grafică realizată de Wikipedia